# PopTop Software
PopTop Software è stata un'azienda statunitense produttrice di videogiochi. La società era concentrata sullo sviluppo di videogiochi strategici tra i quali Railroad Tycoon II (1998) e il simulatore di isola caraibica Tropico (2001). La società spesso è confusa con la PopCap Games.

## Storia
PopTop Software è stata fondata nel 1993 da Phil Steinmeyer a Fenton nel Missouri. Il 24 luglio 2000 Take-Two Interactive ha annunciato l'acquisizione di PopTop Software. L'operazione ha visto una transazione di 559 100 azioni di Take-Two Interactive, per un valore stimato di 5,8 milioni di dollari. Il 25 gennaio 2005 Take-Two Interactive ha annunciato l'apertura dell'etichetta editoriale 2K, che d'ora in poi avrebbe gestito i suoi studi di sviluppo, tra cui PopTop Software.
Steinmeyer lasciò PopTop Software alla fine del 2004 e fondò New Crayon Games, che in seguito sviluppò Bonnie's Bookstore nel maggio 2005. Il 7 marzo 2006 la società venne acquisita dalla Take Two Interactive e questa venne fusa insieme alla Frog City Software con la Firaxis Games di Sid Meier. L'ultimo videogioco fu Shattered Union un videogioco strategico futuristico uscito nell'ottobre 2005.

## Videogiochi
- Railroad Tycoon II (1998)
- Railroad Tycoon II: The Second Century (1999)
- Tropico (2001)
- Age of Wonders II: The Wizard's Throne (2002, collaborazione per i filmati)
- Tropico: Paradise Island (2002)
- Railroad Tycoon 3 (2003)
- Tropico 2: Il covo dei pirati (2003)
- Railroad Tycoon 3: Coast to Coast (2004)
- Shattered Union (2005)